# Julianna Peña
Julianna Nicole Peña, född 19 augusti 1989, är en amerikansk MMA-utövare som tävlar i organisationen Ultimate Fighting Championship.